# Chiesa di San Pietro Apostolo (Merate)
La chiesa di San Pietro Apostolo situata a Sartirana, frazione di Merate, è un'architettura religiosa appartenente alla parrocchia di San Pietro Apostolo.
L'opera fu realizzata dal progettista Mario Botta.

## Storia
Risale al XX secolo la fondazione del sito originario su cui si erige l'opera, che, di fatto, sostituisce l'antica chiesa parrocchiale. Nel 1987 avvenne la progettazione dell'edificio religioso, la cui esecuzione ebbe termine nel 1995, l'anno stesso della sua benedizione. I lavori di costruzione e di ultimazione durarono circa tre anni. La chiesa fu inaugurata nel 1996.

## Descrizione

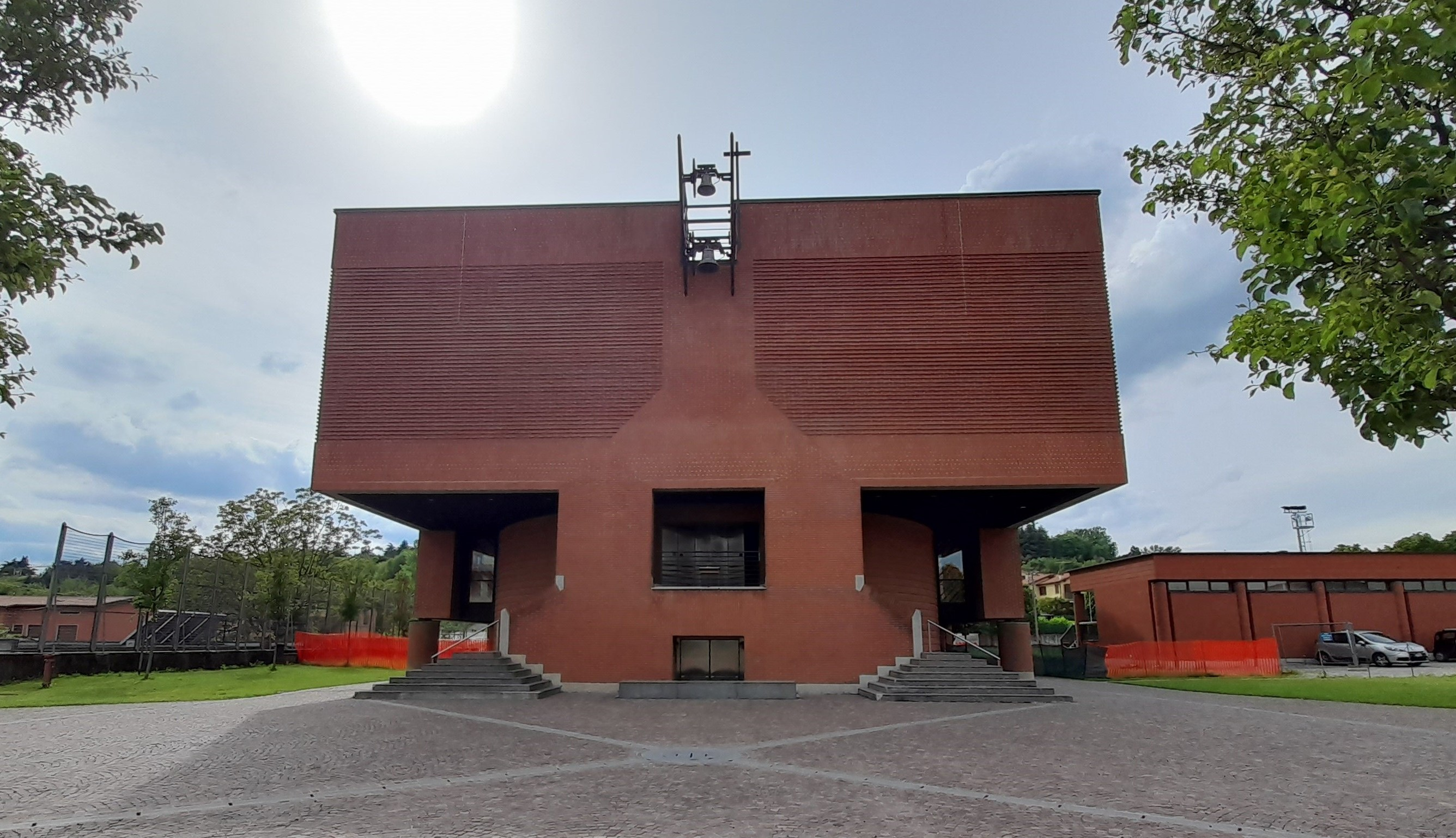
Fronte della chiesa

### Esterno
La chiesa si presenta come un parallelepipedo circoscritto ad un cilindro. L'unico elemento decorativo esterno si trova nello sfalsamento di qualche centimetro dei mattoni, con lo scopo di creare un effetto chiaroscuro.
Le pareti non rivestite in mattoni sono trattate con stucco veneziano. Il pavimento è in lastre di pietra grigia intervallate da listelli di marmo nero.

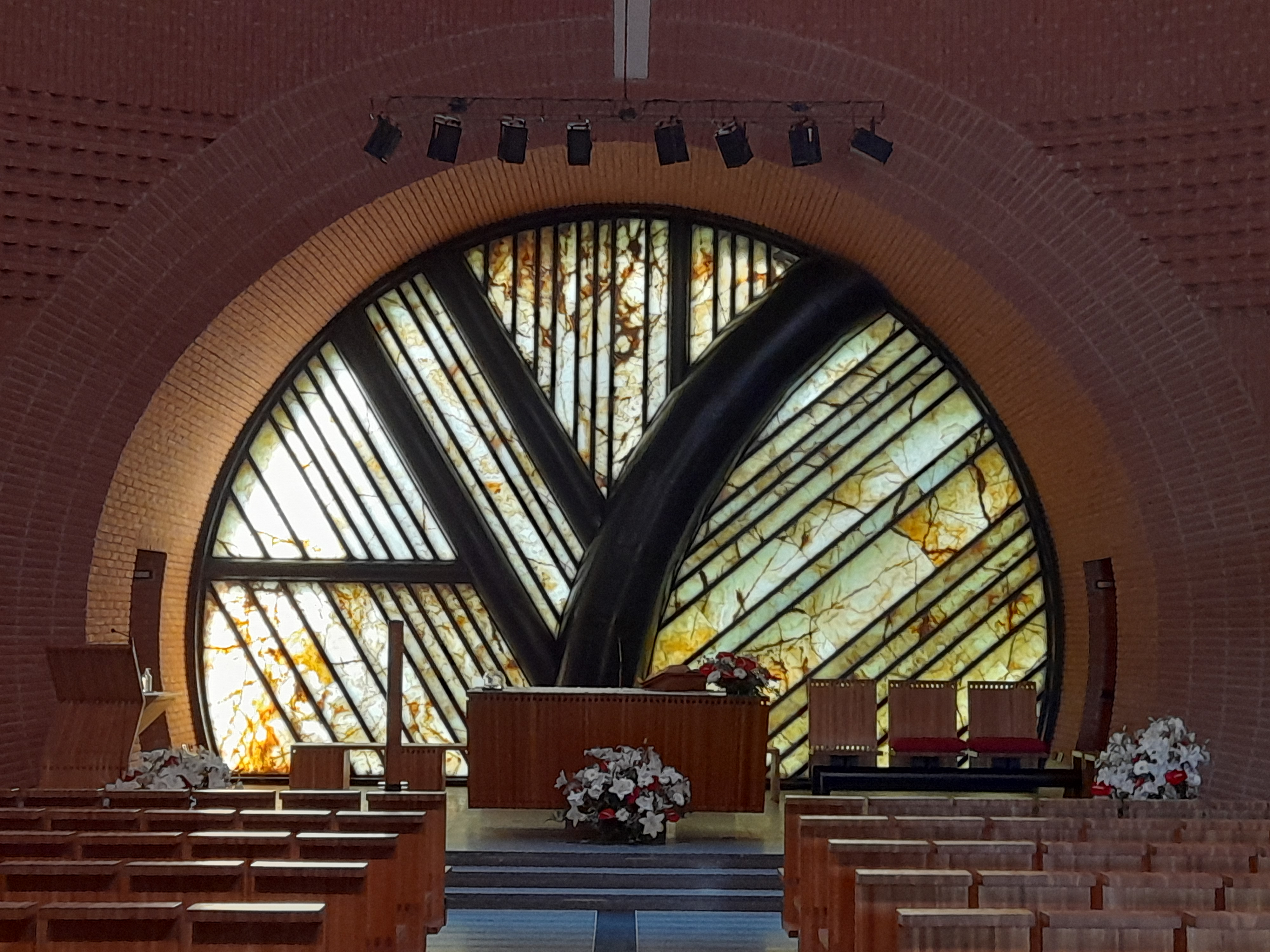
Abside della chiesa

### Interno
La struttura interna si presenta come un grande cilindro su vari piani. Le due porte d'entrata affiancate aprono la vista verso il presbiterio (anch'esso di forma curvilinea), dove risiede l'altare. La grande finestra dell'abside verso il fondo è in lastre di onice traslucido intervallate da un serramento in metallo che disegna sullo sfondo luminoso un albero. L'accesso diretto verso l'altare è permesso da un percorso di marmo nero e lastre grigie, affiancato dalle panche in legno di rovere. Anche tutti gli altri arredi sono in legno di rovere. Mantenendo la stessa posizione, alla destra dell'altare si erige il tabernacolo. Sui fianchi dell'ampio cerchio si aprono due cappelle: a destra il battistero e a sinistra una cappella dedicata alla Beata Vergine. 
Il primo piano, che è rintracciabile dalle aperture interne, ospita vari posti per i fedeli; il secondo piano si affaccia nell'apertura del cilindro ed è sovrastato dal leggero e sottile tetto piano composto da numerose aperture che lasciano filtrare la luce all'interno.